# Diphasia margareta
Diphasia margareta is een hydroïdpoliep uit de familie Sertulariidae. De poliep komt uit het geslacht Diphasia. Diphasia margareta werd in 1841 voor het eerst wetenschappelijk beschreven door Hassall.

## Beschrijving
De hoofdstam van de kolonie is rechtopstaand met afwisselende zijvertakkingen en soms secundaire vertakkingen. De hydrothecae zijn tegengesteld gepaard en zijn ongeveer de helft van hun lengte aan de zijsteel bevestigd. De bovenste helft is los en loopt naar buiten uit. De buitenste rand is glad, maar er is een inkeping in de binnenste rand. De mannelijke gonothecae zijn ovaal van vorm en lopen taps toe naar de basis. Er zijn vier lange stekels die naar binnen buigen naar een verhoogde opening. De vrouwelijke reproductieve capsule is ook ovaal met vier longitudinale ribbels. Elke richel heeft twee stekels, dus in totaal acht. Samen vormen deze stekels twee ringen die de opening omringen. De bovenkant van de capsule is convex. Ongeveer 12 cm hoog.

## Verspreiding
Deze hydroïdpoliep komt overal op de Britse Eilanden voor, maar komt vaker voor in het noorden dan in het zuiden.